# Paola Pitagora
Paola Pitagora (e. páola pitágora), (Parma, 1941. augusztus 24. –) olasz színésznő. Eredeti neve: Paola Gargaloni.

## Pályafutása
Paola Pitagora a Centro Sperimentale di Cinematografiában és Alessandro Fersen színjátszó iskolájában tanulta a szakmát. Karrierjét tévébemondónőként kezdte. Sokoldalúsága a gyerekeknek írt dalokban is megmutatkozik. Az egyik ilyen dallal – La giacca rotta (A szakadt zakó) megnyerte a Zecchino d’Oro, gyerekénekesek versenyét. Jelentős sikereket ért el a színház világában is, például a Gog e Magoggal, 1962-ben. 1974-ben Magyarországon szerepelt a Krúdy Gyula regénye alapján készült Napraforgó című tévéfilmben, két honfitársa, Mario Maranzana és Carla Romanelli társaságában. Az 1990-es években a Gli assassini vanno in coppia és a Tutti gli anni una volta l'anno  című filmekkel folytatta karrierjét, majd az évtized végén a Bűvölet című tévésorozatban szerepelt. Giovanna Medici megformálásával nagy népszerűségre tett szert a fiatalok körében is, és 2003-ban még rajongói klubot is alapítottak neki.

## Kapcsolódó szócikk
- Bűvölet (televíziós sorozat)